# Feuerschnecke
|  | Dieser Artikel wurde aufgrund von formalen oder inhaltlichen Mängeln in der Qualitätssicherung Biologie im Abschnitt „Weichtiere“ zur Verbesserung eingetragen. Dies geschieht, um die Qualität der Biologie-Artikel auf ein akzeptables Niveau zu bringen. Bitte hilf mit, diesen Artikel zu verbessern! Artikel, die nicht signifikant verbessert werden, können gegebenenfalls gelöscht werden. Lies dazu auch die näheren Informationen in den Mindestanforderungen an Biologie-Artikel. |

Die Feuerschnecke (Platymma tweediei) ist die größte Landschnecke auf der Malaiischen Halbinsel. Sie ist die einzige Art der Gattung Platymma. Charakteristisch sind das schwarze Schneckenhaus und der orange-rote Fuß.

## Verbreitung und Lebensraum
Die Feuerschnecke lebt in tropischen Bergwäldern oberhalb von 1000 Metern Seehöhe und wurde ursprünglich in den Cameron Highlands entdeckt. Seitdem hat man sie auch in der Nähe des Belum-Temenggor-Nationalparks und des Pergau-Flusses gesichtet. Obwohl die Art offiziell nicht als gefährdet gilt, ist sie durch Habitatverlust und Wilderei bedroht. Aufgrund der besonderen Farbgebung wird sie gerne als Haustier gehalten, allerdings ist eine artgerechte Haltung aufgrund der spezifischen Bedürfnisse schwierig.